# Sillbo
Sillbo este o arie protejată (arie specială de conservare — SAC, sit de importanță comunitară — SCI) din Suedia întinsă pe o suprafață de 6 ha, integral pe uscat.

## Localizare
Centrul sitului Sillbo este situat la coordonatele 60°03′16″N 16°55′47″E / 60.0545°N 16.9297°E.

## Înființare
Situl Sillbo a fost declarat sit de importanță comunitară în decembrie 1998 pentru a proteja 1 specie de plante. Situl a fost protejat și ca arie specială de conservare în martie 2011.

## Biodiversitate
Situată în ecoregiunea boreală, aria protejată conține 1 habitat natural: Taiga vestică.
La baza desemnării sitului se află o specie protejată de  plante: Buxbaumia viridis.